# Абдурахман III
Абдурахман III (пуним именом: Абдурахман ибн Мухамед ибн Алах ибн Мухамед ибн Абдурахман ибн ел Хакам Рабди ибн Хишам ибн Абдурахман ад-Дахил.; 11. јануар 889/91 - 15. октобар 961) је био кордопски емир (912—929) и први калиф (929—961). Његова владавина представља златно доба Кордопског калифата

## Младост
Рођен је око 890. године у Кордоби. Био је унук Абдулаха од Кордобе, седмог независног омајадског емира Ал Андалуза. Отац му је био Абдулахов син Мухамед, а мајка хришћанска конкубина. Баба по оцу била му је хришћанка, принцеза Наваре. Тако је Абдурахман био нећак наварске краљице Тоде. Детињство је провео у харему своје мајке. Емир Абдулах умро је 912. године у животној доби од 72 године. Упркос чињеници да су четири његова сина била жива у тренутку очеве смрти, ниједан од њих није га наследио. Ово није било изненађење, јер је Абдулах већ показао своју љубав према унуку Абдурахману на много начина. Дозвољавао му је да живи у његовој кули и да повремено седи на престолу у свечаним приликама. Непосредно пред смрт, Абдулах је предао владарски прстен Абдурахману. Абдурахман је наследио емират када је имао 21 или 22 године. Емират је био на ивици пропасти, а његова моћ није се протезала далеко од граница самог града Кордобе На северу је хришћанска краљевина Астурија наставила реконкисту у долини реке Дуеро. На југу је Абдулах ел Махди Билах формирао Фатимидски калифат. У самој Кордоби било је незадовољника предвођених странком Мулади. Омар ибн Хафсун, члан странке Мулади, утврдио се у тврђави Бобастро и овладао већим делом источног Ал Андалуза.

## Емират
Одмах по доласку на власт, Абдурахман је решио да оконча побуне у Ал Андалузу и спроведе централизацију власти. Десет дана након Абдурахмановог доласка на власт, глава вођа побуњеника била је изложена у Кордоби.. Потом се Абдурахман посветио ратовању са северним и јужним племенима како би одбранио своје границе. Дао је права Сакалибима. Током првих двадесет година своје владавине, Абдурахман је избегавао сукобе са северним хришћанским краљевствима, Астуријом и Наваром. Најпре се суочио са странком Мулади коју су подржавали Ибери, али и хришћани. Дана 1. јануара 913. године је Абдурахманова армија, предвођена евнухом Бадром, освојила тврђаву Еција, која се налазила на 50 km далеко од главног града. Следећег пролећа Абдурахман је лично повео војску ка југу. Успео је да поврати Гранаду, а послао је и одред који је деблокирао Малагу Освојио је Финану и дворац Јувилес. Приликом освајања ових градова користио се тешким катапултима. Браниоци из странке Мулади принуђени су на предају. Абдурахман је погубио 55 људи, а остале је поштедео након полагања заклетве. Кампања против Муладија трајала је укупно 90 дана.
У првој години своје владавине Абдурахман се окористио ривалством између Севиље и Кармоне. Стао је на страну Кармоне и заратио против Севиље. Севиља је коначно капитулирала 20. децембра 913. године. Потом је Абдурахман заратио са Омар ибн Хафсуном. Његове трупе напустиле су Кордобу 7. маја 914. године. Неколико дана касније утабориле су се пред зидовима Балде. Након освајања овог утврђења, Абдурахман је напао сам Бобастро. Против Хафсуна је укупно покретао три различите кампање. Хафсун је умро 917. године. Наследили су га синови. Џафар бин Хафсун столовао је у Толеду. Након двогодишње опсаде, Џафар је побегао из Толеда и потражио уточиште у северним хришћанским краљевствима. Град се предао 2. августа 932. године. Акције око Кадиза осујетио је памплонски краљ.
Слабост Абдурахмановог утицаја на пограничне области Ал Андалуза омогућио је леонском краљу Ордоњу II и његовом савезнику Санчу I од Наваре да 915. године освоје Мериду.

## Калифат
Абдурахман се сматрао довољно моћним да се 16. јануара 929. године прогласи калифом прекинувши оданост Фатимидском и Абасидском калифату.. Његови претходници задовољили су се титулом емира, али је Абдурахман желео да династији Омејада поврати стари углед. Тиме је Абдурахман постао политички и верски вођа свих муслимана у Ал Андалузу, као и заштитник својих хришћанских и јеврејских поданика. Скиптар и трон представљали су знаке калифског достојанства. Новембра 928. године Абдурахман је почео да кује златне динаре и сребрне дирхаме Године 930. Абдурахман је примио предају Ибн Марвана који је господарио Бадахозом. Како би се супротставио Фатимидима на југу, Абдурахман је наредио да се изгради флота чије је седиште било у Алмерији. Помагао је Берберима у северној Африци да освоје Мелиљу (927), Сеуту (931) и Тангер (951). Ови градови прихватили су врховну Абдурахманову власт. Међутим, није успео да порази фатимидског војсковођу Џевхер ибн Абдулаха Сицилијанца. Године 951. потписао је мир са леонским краљем Ордоњом III како би имао одрешене руке за рат са Фатимидима чији су бродови нападали обале Калифата. Кордопска флота под вођством Ахмед ибн Саида опсела је фатимидску луку Тунис и принудила га на плаћање високог откупа Овом војном акцијом Абдурахман је успоставио протекторат над северним и централним Магребом подржавајући династију Идрисида. Утицај кордопског калифа у овој области престао је 958. године након фатимидске офанзиве. Међутим, Абдурахман је задржао упоришта Сеуту и Тангер.

### Рат против хришћана
Још и пре учвршћења на власти, Абдурахман је повео рат против Ордоња II од Леона који је, користећи се неприликама Кордобе, заузео нека погранична подручја. Године 917. послао је велику војску под командом генерала Ахмеда ибн Еби Абде на Леон. Ова војска је, међутим, поражена у бици код Сан Естебан де Гормаза септембра исте године. Признајући да је потценио моћ леонског краља, Абдурахман је 920. године покренуо још моћнију војску како би повратио територије изгубљене у претходној кампању. Освојио је утврђења Осма и Сан Естебан де Гормаз. Продро је у Навару и доспео до Памплоне коју је опљачкао, а њену цркву разрушио.
Године 924. повео је нов рат против Санча I од Наваре као одмазду за покољ кога је наварски краљ извршио годину дана раније у Вигуери. Освојио је и уништио велики део баскијских области. Непријатељства су престала након смрти Ордоња II која је изазвала борбе за власт у Леону. На власт је 932. године дошао Рамиро II. Рамиро је покушао да угуши побуну у Толеду, али је одбијен. Две године касније Абдурахман га је приморао да напусти Бургос и присилио наварску краљицу Тоду да прихвати врховну власт Кордове као регент свога сина Гарсије Санчеза I. Године 937. освојио је тридесетак тврђава у Леону. Потом је заратио са Мухамедом ибн Хашимом Тугибом, гувернером Сарагосе, који је склопио савез са Рамиром. Мухамед је помилован након пада Сарагосе.
Велику победу над Абдурахманом Рамиро и Гарсија извојевали су 939. године код Симанкаса. Абдурахман је готово изгубио живот у бици, највероватније због издаје арапских делова своје војске. Абдурахман је након Симанкаса одустао да лично предводи војску против хришћана. Међутим, хришћанске државе запале су у неприлике након Рамирове смрти што је онемогућило даље ратове. Гроф Барселоне, Борел II, прихватио је Абдурахманову врховну власт 950. године. Санчо од Леона, Гарсија Санчез од Наваре и краљица Тода пристали су на плаћање данка Абдурахману 958. године.

## Последње године и смрт
Пред крај свог живота, Абдурахман се препустио уживањима у харему. Имао је и мушки и женски харем. Ово је вероватно утицало на стварање приче о наводној Абдурахмановој вези са тринаестогодишњим дечаком, касније канонизованом Светом Пелагију од Кордобе. Дечак је одбио наређење да пређе на ислам и поред тога што је био изложен мучењима. Међутим, вероватно је то била пропаганда хришћана Остатак свог живота Абдурахман је провео у својој палати ван Кордобе. Умро је 15. октобра 961. године. Наследио га је син Ел Хаким II.

## Породично стабло
|  |                                  |  |  |  |  |  |  |  |  |  |  |  |  |  |  |  |
|  | 16. Абдурахман II                |  |  |  |  |  |  |  |  |  |  |  |  |  |  |  |
|  |                                  |  |  |  |  |  |  |  |  |  |  |  |  |  |  |  |
|  |                                  |  |  |  |  |  |  |  |  |  |  |  |  |  |  |  |
|  | 8. Мухамед I од Кордобе          |  |  |  |  |  |  |  |  |  |  |  |  |  |  |  |
|  |                                  |  |  |  |  |  |  |  |  |  |  |  |  |  |  |  |
|  |                                  |  |  |  |  |  |  |  |  |  |  |  |  |  |  |  |
|  | 17. Бухер                        |  |  |  |  |  |  |  |  |  |  |  |  |  |  |  |
|  |                                  |  |  |  |  |  |  |  |  |  |  |  |  |  |  |  |
|  |                                  |  |  |  |  |  |  |  |  |  |  |  |  |  |  |  |
|  | 4. Абдулах од Кордобе            |  |  |  |  |  |  |  |  |  |  |  |  |  |  |  |
|  |                                  |  |  |  |  |  |  |  |  |  |  |  |  |  |  |  |
|  |                                  |  |  |  |  |  |  |  |  |  |  |  |  |  |  |  |
|  | 9. Бахера                        |  |  |  |  |  |  |  |  |  |  |  |  |  |  |  |
|  |                                  |  |  |  |  |  |  |  |  |  |  |  |  |  |  |  |
|  |                                  |  |  |  |  |  |  |  |  |  |  |  |  |  |  |  |
|  | 2. Мухамед                       |  |  |  |  |  |  |  |  |  |  |  |  |  |  |  |
|  |                                  |  |  |  |  |  |  |  |  |  |  |  |  |  |  |  |
|  |                                  |  |  |  |  |  |  |  |  |  |  |  |  |  |  |  |
|  | 20. Гарсија Ињигез од Памплоне   |  |  |  |  |  |  |  |  |  |  |  |  |  |  |  |
|  |                                  |  |  |  |  |  |  |  |  |  |  |  |  |  |  |  |
|  |                                  |  |  |  |  |  |  |  |  |  |  |  |  |  |  |  |
|  | 10. Гарсија Ињигез од Памплоне   |  |  |  |  |  |  |  |  |  |  |  |  |  |  |  |
|  |                                  |  |  |  |  |  |  |  |  |  |  |  |  |  |  |  |
|  |                                  |  |  |  |  |  |  |  |  |  |  |  |  |  |  |  |
|  | 5. Онека Фортунез                |  |  |  |  |  |  |  |  |  |  |  |  |  |  |  |
|  |                                  |  |  |  |  |  |  |  |  |  |  |  |  |  |  |  |
|  |                                  |  |  |  |  |  |  |  |  |  |  |  |  |  |  |  |
|  | 11. Орија                        |  |  |  |  |  |  |  |  |  |  |  |  |  |  |  |
|  |                                  |  |  |  |  |  |  |  |  |  |  |  |  |  |  |  |
|  |                                  |  |  |  |  |  |  |  |  |  |  |  |  |  |  |  |
|  | 1. Абдурахман III, калиф Кордобе |  |  |  |  |  |  |  |  |  |  |  |  |  |  |  |
|  |                                  |  |  |  |  |  |  |  |  |  |  |  |  |  |  |  |
|  |                                  |  |  |  |  |  |  |  |  |  |  |  |  |  |  |  |
|  | 3. Музна                         |  |  |  |  |  |  |  |  |  |  |  |  |  |  |  |
|  |                                  |  |  |  |  |  |  |  |  |  |  |  |  |  |  |  |
|  |                                  |  |  |  |  |  |  |  |  |  |  |  |  |  |  |  |